# 카라후토견

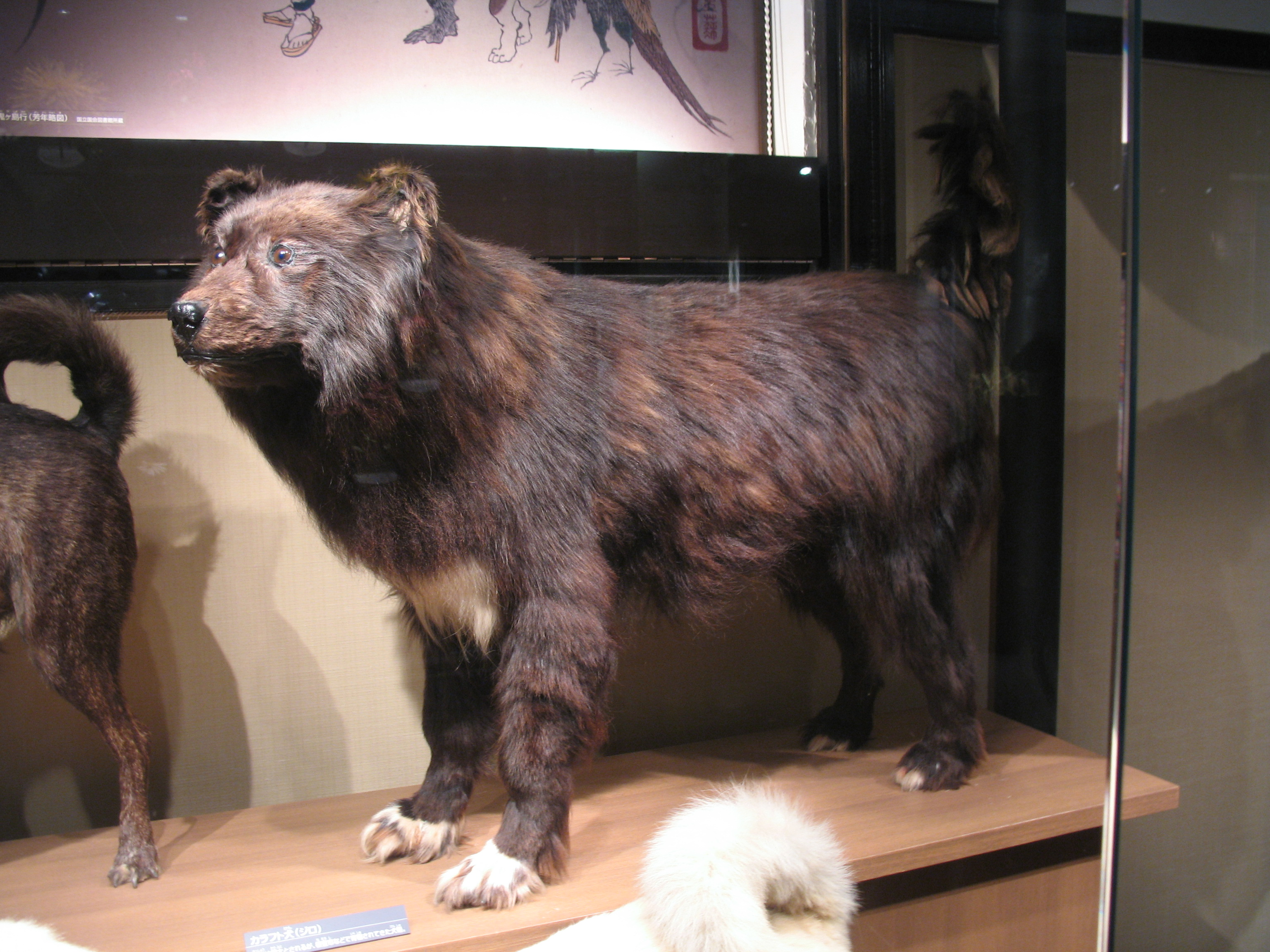

카라후토견(일본어: 樺太犬) 또는 사할린 허스키(러시아어: Сахалинский хаски)는 사할린섬 및 인근 지역에 서식하는 심각한 멸종 위기에 처한 육상 경주 및 썰매 라이카 (개 품종)이다. 그들은 사할린 라이카 또는 길랴크 라이카로도 알려져 있다. 주로 썰매개로 사육되지만, 사할린 허스키는 곰 사냥과 낚시에도 사용된다. 1989년에는 사할린 섬에 약 20마리의 사할린 허스키가 남아 있었다.

## 모습
사할린 허스키의 몸은 길쭉하고 두꺼운 이중 속털이 있다. 시들기 키는 56~66cm(22~26인치)이고 무게는 최대 30~40kg(66~88lb)이다. 꼬리는 똑바로 유지되거나 옆으로 약간 구부러진다. 역사적으로 니브크 사람들은 개가 썰매를 끄는 동안 서로의 꼬리를 잡는 것을 방지하기 위해 태어날 때 꼬리의 마지막 1/3을 고정했다. 사할린 허스키는 검은색, 빨간색, 회색 및 얼룩무늬를 가질 수 있다. 그러나 눈 폭풍 중에 색상이 가장 눈에 띄기 때문에 검은 개가 선호된다. 사할린은 호박색 눈과 뾰족한 귀를 가진 삼각형 얼굴을 가지고 있다. 사할린 허스키는 썰매견을 운반하는 견종으로, 강한 골격 구조와 잘 발달된 근육으로 인해 파워감을 불러일으킨다. 시속 10~11km(6.2~6.8mph)의 속도로 최대 100~150km(62~93마일)의 거리에 걸쳐 70kg(150lb) 이상의 화물을 끌 수 있다. 발이 크고 지구력이 뛰어난다. 이를 통해 단 며칠 만에 눈이 내리는 조건에서 장거리를 이동할 수 있다.
재래종으로서 현재 품종 표준은 없다.